# Rysk nationell enighet
Rysk nationell enighet, förkortat RNE, (ryska: Русское Национальное Единство, förkortat РНЕ; translitteration: Russkoe Natsionalnoe Edinstvo, förkortat RNE) var ett högerextremt, nynazistiskt,  rysk-ortodoxt parti och paramilitär organisation i Ryssland, som bildades den 16 oktober 1990 av Aleksandr Barkasjov och andra avhoppare från Nationalpatriotiska fronten.
RNE var medlem i World Union of National Socialists.

## Symbol
RNE har en rödvit svastika eller kolovrat kombinerad med en "Betlehems stjärna" som emblem och symbol, senare har de också använt en symbol med ett ortodoxt kors. De bär svart uniform (varför de ibland kallats "svartskjortor" i Ryssland) och har en paramilitär struktur där militärövningar, kampsport och överlevnadskurser för medlemmar ingår.

## Medlemskap
RNE är en hierarkisk organisation med nivåer av medlemskap (som bland annat kallats storonniki, spodvizhniki och soratniki). Medlemmarna kommer från blandat håll, med Spetsnaz-militärer, krigsveteraner, poliser, kampsportsinstruktörer, präster, studenter och skinheads i sina led.

## Aktivism
Under den ryska konstitutionella krisen 1993 stödde RNE duman i konflikten med president Boris Jeltsin och deltog i patrullerandet utanför den vita parlamentsbyggnaden. Efter Jeltsins seger arbetade RNE underjordiskt en tid men lyckades senare samma år bli registrerad som en förening för "militär och patriotisk fostran". Den 15 oktober 1995 samlades 304 ombud från 37 partidistrikt till RNE:s riksmöte i Moskva.
RNE-aktivister tog på sig ansvaret för ett bombattentat mot en synagoga i Moskva den 13 maj 1998. Lokalgruppers partimedlemmar och anhängare har flera gånger dömts för grova attacker mot judar och andra etniska minoriteter, däribland mord, misshandel, hatbrott och antisemitiska och antimuslimska gravskändningar (som i ett omtalat kriminalfall med en brottsaktiv RNE-grupp i Tver). RNE har hotat motståndare, bland annat tidningar som kritiserat frågor som RNE stöder (till exempel hot mot en tidning som publicerade kritik mot Belarus president).
År 1999 utbröt det Andra Tjetjenienkriget. RNE backade upp kriget och ska ha försvarat officerare som anklagades för folkrättsbrott. Samma år nådde RNE sin hittills högsta popularitet, med över 100 000 aktiva medlemmar. Moskvas borgmästare Jurij Luzjkov lät då stänga RNE:s partihögkvarter, stoppa genomförandet av det andra riksmötet i staden och förbjuda organisationen att verka i Moskva.
Därefter föll RNE isär i flera olika utbrytarorganisationer och splittringar (varav vissa hamnade i interna konflikter med varandra) och återhämtade sig aldrig riktigt sedan dess. I en del områden har de förbjudits och medlemmar eller ledare fängslats. Många högerextrema grupperingar (däribland RNE) har på det stora hela tappat inflytandet som de hade på 1990-talet, även om vissa mindre grupperingar finns kvar som fortfarande är lojala med det gamla ledarskapet.
RNE har i modern tid deltagit på de proryska separatisternas sida i den väpnade konflikten i Ukraina och de självutropade staterna Folkrepubliken Donetsk och Folkrepubliken Luhansk i Donbass.

## Ideologi, politik och mål
RNE räknar judar och judendomen, samt kommunism och modernism till några av sina fiender och ser dem som fiender till ett slaviskt "narod" (ryskt ord för "folk" som också innefattar "land"). RNE stöder en rysk-slavisk nationalism och är militanta ortodoxa kristna.
Ett av deras mål är att skapa ett "etniskt renat" Ryssland genom att totalt utesluta icke-ryska etniciteter från landet samt införa rasideologiskt motiverade förbud mot äktenskap och barnaskaffande mellan ryssar och icke-ryssar.
RNE stöder det gamla ryska monarkiväldet men tror samtidigt inte på ett återskapande av monarki i Ryssland, utan vill hellre forma en nationalistisk diktatur för att styra hela landet.
De är motståndare till samtida politiska liberala styren som de kallar för "degenererade", är emot mångkultur och så kallade ateistiska ideologier (till vilka bland annat feminism, bolsjevism och nyliberalism anses höra enligt dem). De anser dessa stå i vägen för att skapa ett konservativt samhälle och i RNE:s material finnes ofta en romantisk fascistoid idé om militant slavisk "enighet" som kan liknas den högerextrema termen "folkgemenskap". Deras ideologiska material innehåller frekvent genomgående rasistiska och antisemitiska idéer. De har gett uttryck för att stöda konspirationsteorin om att bolsjevismen i Sovjetunionen var ett judiskt påfund (det vill säga så kallad "Judebolsjevism") och har uppmanat till läsning av Sions vises protokoll.
I sin kristet högerextrema propaganda har RNE upprepade gånger angripit kommunism, demokrati och judendom för att ligga bakom "ateistiska", "anti-kristna" och "sataniska" påfund som de anser hotar traditionella ryska värden och kultur. I deras flygblad syns ofta antisemitiska karikatyrer och rasistiska hetsbudskap, till exempel uppmärksammades motiv i vilka en uniformerad fascist framför ortodoxa kyrkotorn har hängt en judisk bankir bärande på amerikanska dollarsedlar, med budskapet "rena Ryssland" undertill.